# 弗朗茨·卡普斯
弗朗茨·卡普斯（德語：Franz Kapus，1909年4月12日—1981年3月4日），瑞士男子雪车运动员。他曾代表瑞士参加1948年、1952年和1956年冬季奥林匹克运动会雪车比赛，其中1956年冬季奥运会获得一枚金牌。